# Редди, Пэтси
Патрисия Ли «Пэтси» Редди (англ. Patricia Lee «Patsy» Reddy; род. 17 мая 1954, Матамата, Уаикато, Новая Зеландия) — новозеландский государственный деятель, юрист и предприниматель, 21-й генерал-губернатор Новой Зеландии в 2016—2021 годах.

## Биография

### Молодые годы и образование
Патрисия Ли Редди родилась 17 мая 1954 года в Матамате, в семье школьных учителей Нила Уильяма и Кэтрин Марджори «Кэй» Редди. Предки её — родом из Ирландии, разъехавшиеся по Канаде, Австралии и Новой Зеландии, ввиду чего одной из дальних кузин Пэтси Редди является австралийская певица Хелен Редди. Выросла в небольших городах Те-Акау и Мингинуи в Уаикато, а в возрасте 6 лет вместе с семьёй переехала в Гамильтон. Окончила начальную школу Хиллкреста, Пичгроувскую среднюю школу и среднюю школу для девочек в Гамильтоне. Училась в Университете Виктории в Веллингтоне, получив в 1976 году степень бакалавра права, а в 1979 году — степень магистра права с отличием. Именно там, во время учёбы, Редди впервые увидела австралийскую феминистку Жермен Грир и попала под влияние её идей, впоследствии придя к постфеминизму.

### Карьера
Работала младшим преподавателем, а затем преподавателем юридического факультета Университета Виктории. В 1982 году поступила на работу в веллингтонскую адвокатскую фирму Watts and Patterson, а в 1983 году стала её первой женщиной-партнером, специализируясь на налоговых и корпоративных делах, а также в области кинопроизводства. В 1987 году она перешла в «Brierley Investments», где проработала 11 лет и занималась такими делами как приватизация «Air New Zealand».
В разное время Редди занимала посты председателя Кинокомиссии Новой Зеландии и «Education Payroll Ltd», директора «Telecom Corporation of New Zealand Ltd», «SKYCITY Entertainment Group», «New Zealand Post» and «Air New Zealand», «Payments NZ Ltd» и «Active Equity Holdings Ltd», заместителя председателя Транспортного агентства Новой Зеландии. Активно занималась общественной деятельностью, в том числе в области искусства: состояла попечителем Художественной галереи Адама, председателем Киноархива Новой Зеландии, попечителем Международного фестиваля искусств Новой Зеландии и джазового фестиваля Веллингтона. Также Редди была членом Совета и попечителем Фонда Университета Виктории в Веллингтоне.
2 июня 2014 года возведена в звание Дамы Компаньона ордена Заслуг Новой Зеландии «за заслуги в искусствах и бизнесе».
Редди являлась главным коронным переговорщиком по вопросам Договора Вайтанги и ведущим экспертом Рамочной программы повышения эффективности Комиссии по государственным услугам. В 2016 году вместе с Майклом Калленом подготовила независимый доклад правительству Новой Зеландии касательно пересмотра законодательства в отношении новозеландских разведывательных агентств, в котором рекомендовалось расширить права Службы безопасности правительственных коммуникаций по контролю за личными сообщениями новозеландцев, что вызвало разногласия в политической элите страны.

### На посту генерал-губернатора Новой Зеландии

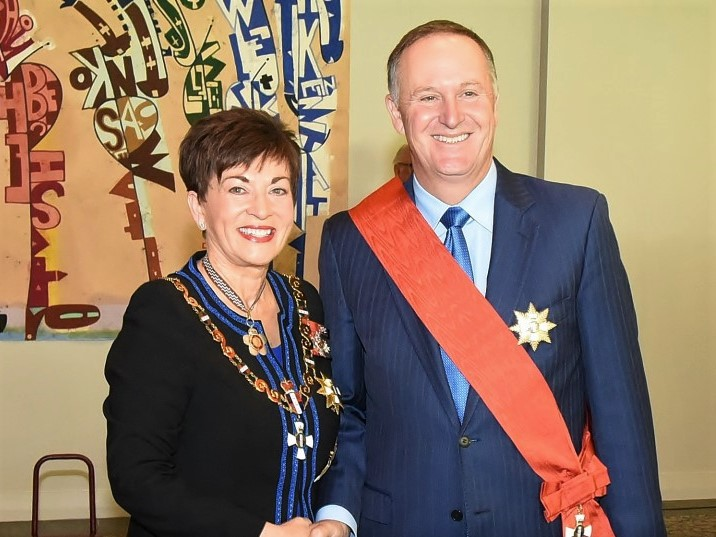
Пэтси Редди и Джон Ки

22 марта 2016 года премьер-министр Новой Зеландии Джон Ки объявил о том, что королева Елизавета II одобрила назначение Пэтси Редди на пост генерал-губернатора Новой Зеландии ввиду окончания срока пребывания на данной должности Джерри Матепараи. Назначение Редди было расценено как приверженность Новой Зеландии гендерному равенству. Так, ещё в 2009 году она вошла в число сооснователей группы «Global Women New Zealand», объединившей известных женщин, выступающих за продвижение и разнообразие на руководящих постах. В 2014 году Редди отмечала: «Я думаю, что мы медленно признаем ценность разнообразия и принимаем необходимость разнообразия в вопросах пола, этнической принадлежности, мышления, культуры и опыта, которые должны найти отражение во всех аспектах нашего общества. Я считаю это жизненно важным для того, если мы стремимся прийти к лучшему качеству жизни и динамично развивающейся культуре в Новой Зеландии». Таким образом, она стала третьей женщиной на посту генерал-губернатора, после Кэтрин Тизард и Сильвии Картрайт.
15 июня 2016 года награждена орденом Святого Иоанна Иерусалимского в степени Дамы, а 27 июня в рамках процесса вступления в должность генерал-губернатора была возведена в звание Дамы Гранд-компаньона ордена Заслуг Новой Зеландии и Компаньона Почётного ордена королевы.

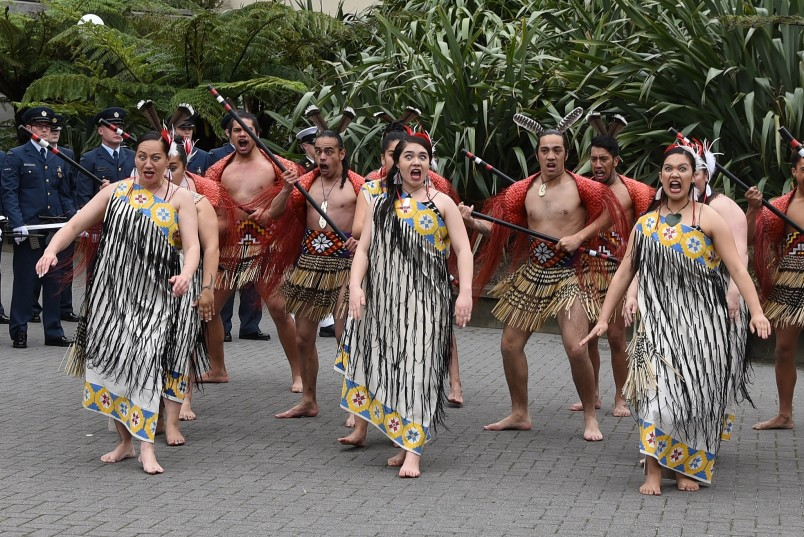
Приветственная хака
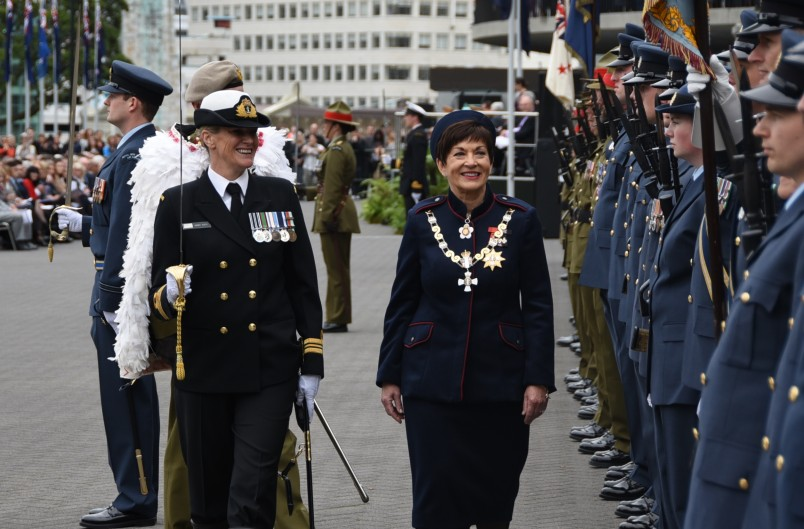
Смотр караула
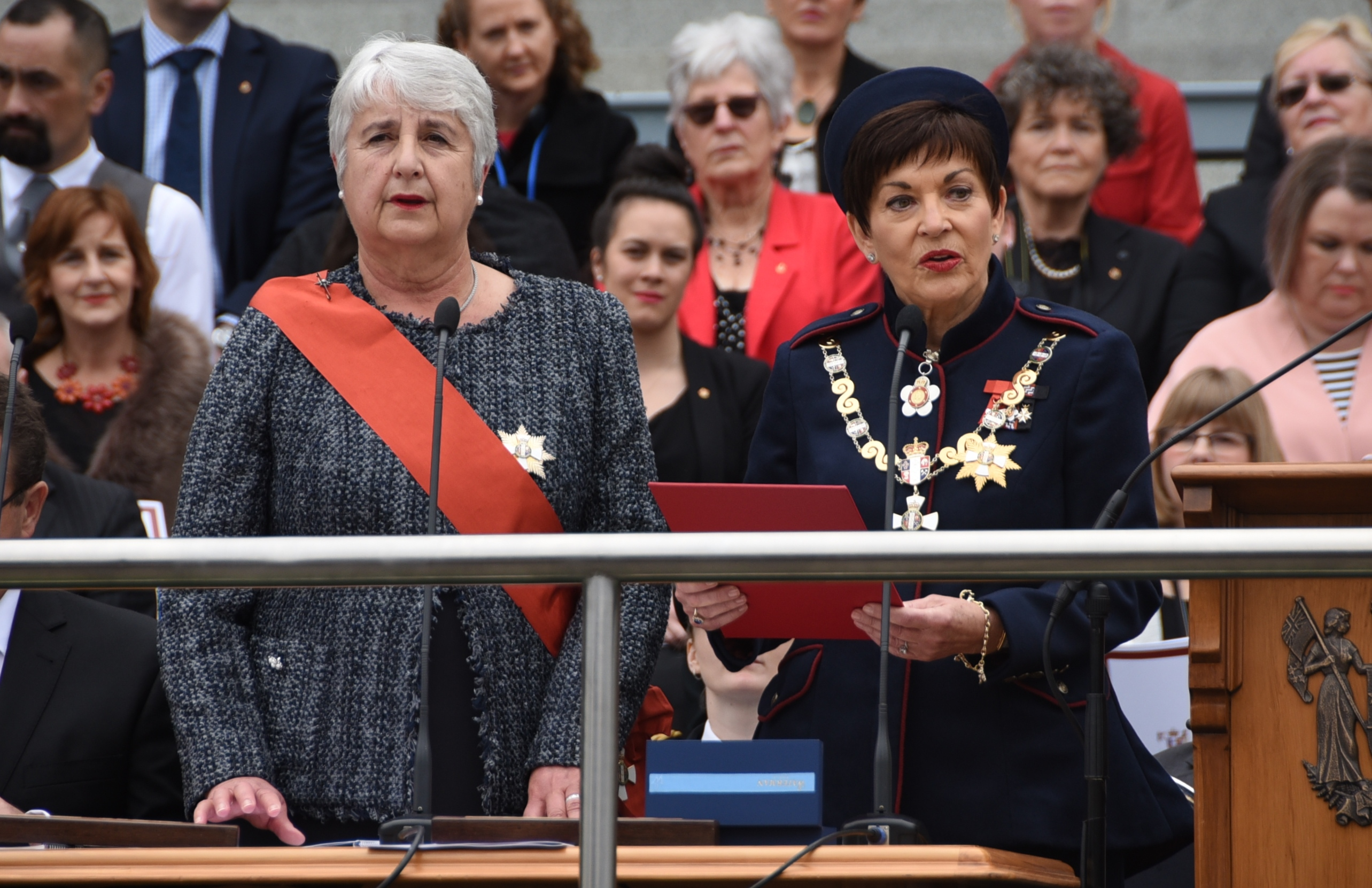
Принесение присяги
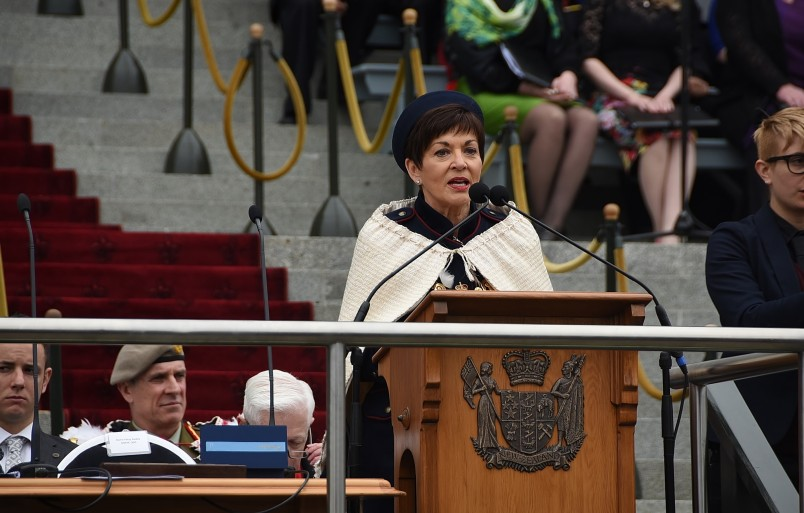
Первая речь

31 августа 2016 года Матепараи официально ушёл в отставку с поста генерал-губернатора Новой Зеландии, тогда как исполняющей обязанности стала верховный судья Сиан Элиас. 28 сентября Пэтси Редди вступила в должность 21-го генерал-губернатора, принеся присягу перед судьёй Элиас на торжественной церемонии перед зданием парламента Новой Зеландии с участием почётного караула Сил обороны Новой Зеландии, коллектива Новозеландской оперы, исполнившего песню Hine E Hine, а также представителей народа маори, продемонстрировавших приветственную хаку. Спустя три месяца пребывания Редди в должности генерал-губернатора, 5 декабря премьер-министр Ки подал в отставку, а 12 декабря на этом посту его сменил Билл Инглиш. 26 октября Редди назначила на должность премьер-министра Джасинду Ардерн.
28 сентября 2021 года вышла в отставку, исполняющим обязанности губернатора стала главный судья Хелен Уинклман. 21 октября в должность нового генерал-губернатора вступила Сидни Киро

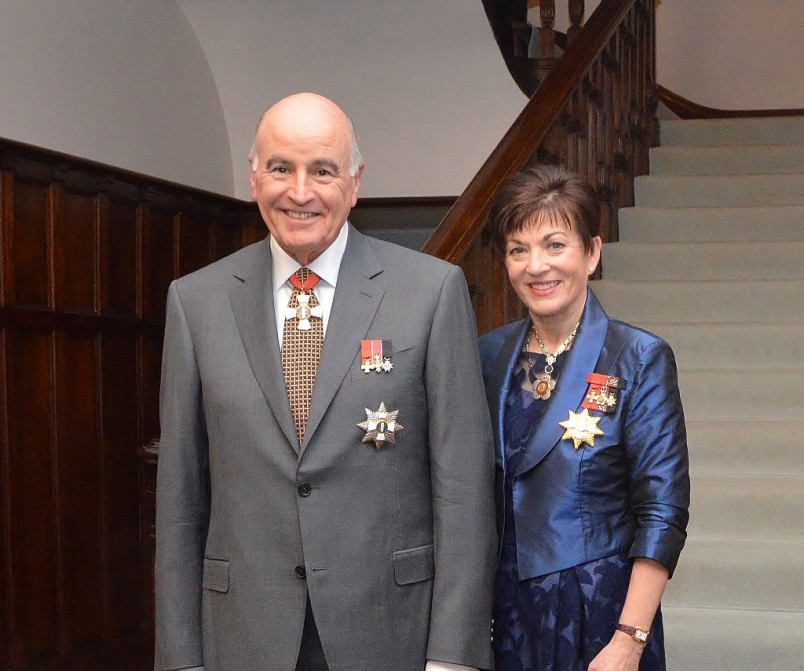
Пэтси Редди и Дэвид Гаскойн

## Личная жизнь
Муж — Дэвид Гаскойн, бывший комиссар Новой Зеландии по делам судей. Пара зарегистрировала брак 14 марта 2016 года в отделе регистрации браков в Физерстоуне, за несколько дней до объявления назначения Редди на пост генерал-губернатора. Ранее она уже была замужем за Джеффом Харли, адвокатом по налоговым делам, с которым развелась в 1988 году. При этом оба мужа Редди работали вместе с ней в одной адвокатской фирме «Watts and Patterson».
Интересуется искусством во всех его формах, но особенно кино, живописью и оперой, увлекается кулинарией. Является веганом, ввиду чего первый банкет в должности генерал-губернатора состоял исключительно из растительной пищи. В качестве домашнего питомца держит миниатюрного пуделя по кличке Коко.